# (9624) 1993 FH38
A (9624) 1993 FH38 a Naprendszer kisbolygóövében található aszteroida. Az UESAC program keretében fedezték fel 1993. március 19-én.